# Manganlotharmeyerite
La manganlotharmeyerite è un minerale.